# Bobby Battle
Bobby Battle (* 8. Januar 1944 in Detroit) ist ein US-amerikanischer Jazz-Schlagzeuger, der gelegentlich auch Saxophon spielt.

## Leben und Wirken
Battle zog 1968 nach New York City, wo er bald mit Rahsaan Roland Kirk und Pharoah Sanders arbeitete und von 1972 bis 1975 an der New York University studierte. Ende der 1970er Jahre spielte er mit Don Pullen und Sam Rivers; in den 1980er und 1990er Jahren häufig mit Arthur Blythe, außerdem mit Kenny Dorham, Sonny Stitt und Sonny Fortune. Mit Jimmy Ponder hatte er 1987 ein Duo. Sein einziges Album unter eigenem Namen, The Offering, erschien 1990 bei Mapleshade Records, auf dem Battle in Quartett-Besetzung mit David Murray, Larry Willis und Santi Debriano spielte.

## Diskographische Hinweise
Mit Arthur Blythe
- Illusions (Columbia, 1980)
- Blythe Spirit (Columbia, 1981)
- Elaborations (Columbia, 1982)
- Light Blue: Arthur Blythe Plays Thelonious Monk (Columbia, 1983)

Mit Don Pullen
- Capricorn Rising (Black Saint, 1975)
- Tomorrow's Promises (Atlantic, 1977)
- Warriors (Black Saint, 1979)
- The Sixth Sense (Black Saint, 1985)

## Lexikalischer Eintrag
- Gary W. Kennedy Grove Jazz.